# USS Hull (DD-350)
Pour les autres navires du même nom, voir USS Hull.
L'USS Hull (DD-350) est un destroyer de classe Farragut mis en service dans l'United States Navy dans les années 1930.
Baptisé en l'honneur de Isaac Hull, il est mis sur cale le 7 mars 1933 au chantier naval Brooklyn Navy Yard de New York, aux États-Unis. Il est parrainé par Mme Patricia Louise Platt, lancé le 31 janvier 1934 et mis en service le 11 janvier 1935, sous le commandement du commander R. S. Wentworth.

## Historique

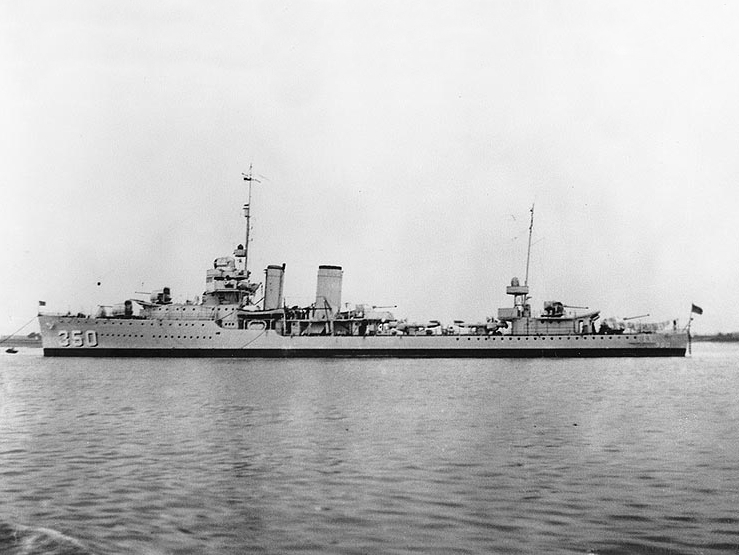
L'USS Hull vers 1936.

Après une série d'essais, le Hull effectue une croisière sur la côte ouest de l'Europe en milieu d'année et transite par le canal de Panama en octobre 1935 pour prendre position dans le Pacifique. Jusqu'en 1939, il opère avec la flotte du Pacifique en participant à des exercices et à des opérations d’entraînement de la flotte américaine, naviguant parfois jusqu'au nord de l'Alaska et vers l’ouest dans la zone d'Hawaï. En octobre 1939, Pearl Harbor est son nouveau port d'attache ; il y est amarré lors de l'attaque japonaise du 7 décembre 1941 qui provoque l'entrée les États-Unis dans la Seconde Guerre mondiale.
Au cours des premiers mois de la guerre, le Hull escorte le porte-avions Lexington dans le Pacifique Sud et effectue des missions d'escorte de convoi entre la côte ouest des États-Unis et Hawaï. En août 1942, il prend part à l'invasion de Guadalcanal et de Tulagi et participe à la campagne de Guadalcanal au cours des deux mois suivants. Le Hull sert d'escorte de cuirassés dans le Pacifique Sud entre fin 1942 et début 1943. En avril 1943, il se rend dans le Pacifique Nord, participant au débarquement de Kiska en août. Le destroyer retourne ensuite dans le Pacifique central afin de participer à des raids sur des îles tenues par les Japonais et, en novembre 1943, il prend part à la campagne des îles Gilbert.

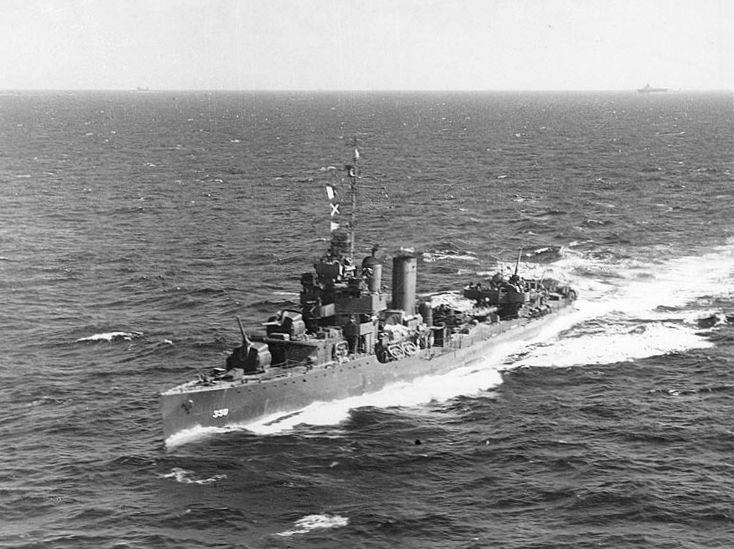
L'USS Hull en mai 1944.

Il est ensuite déployé pour l'invasion des îles Marshall entre fin janvier et février 1944. Au cours des mois suivants, il participe à des raids sur des bases ennemies dans les îles Marshall et Carolines, participant également aux invasions de Saipan et de Guam et ainsi qu'à la bataille de la mer des Philippines. Une révision au chantier naval de Seattle l'éloigne des combats entre août et octobre 1944. Après sa maintenance, il rejoint la troisième flotte en novembre. Lorsque son groupe de ravitaillement rencontre le typhon Cobra avec des vents de plus de 185 km/h au large des Philippines le 18 décembre 1944, le Hull, qui avait été réaménagé et à qui on avait ajouté près de 500 tonnes supplémentaires en équipements et en armements, chavire et coule : 202 hommes périssent, 62 sont rescapés.. Ce poids non prévu à la conception du navire le rendait très lourd pour affronter les vents forts.

## Décorations
Le Hull a reçu dix battles star pour son service dans la Seconde Guerre mondiale.

## Commandement
- Commander R. S. Wentworth de janvier 1935 à une date inconnue.
- Lieutenant commander Harold Davies Baker du 1er juin 1939 au 7 juin 1940.
- Lieutenant commander Walfrid Nyquist du 7 juin 1940 au 10 août 1941.
- Lieutenant commander Richard Farnum Stout du 10 août 1941 au 11 février 1943.
- T/Commander Andrew Lee Young, Jr. du 11 février 1943 à décembre 1943.
- Lieutenant commander Charles Willard Consolvo de décembre 1943 au 22 septembre 1944
- Lieutenant commander James Alexander Marks du 22 septembre 1944 au 18 décembre 1944.